# Korwety rakietowe typu Inhaúma
Korwety rakietowe typu Inhaúma – typ czterech brazylijskich korwet rakietowych należących do Brazylijskiej Marynarki Wojennej, zbudowanych na przełomie lat 80. i 90. XX wieku.
Wycofaną ze służby korwetę „Frontin” (V33), zatopiono 12 kwietnia 2016 r. jako cel podczas ćwiczeń „Missilex 2016”. W dniu 25 listopada 2016 roku  Marynarka Wojenna Brazylii wycofała ze służby korwetę rakietową „Inhaúma” (V30).

## Okręty
- V30 „Inhaúma” - wycofana ze służby
- V31 „Jaceguai”
- V32 „Júlio de Noronha”
- V33 „Frontin”- wycofana ze służby